# Banco Alimentar contra a Fome
O Banco Alimentar Contra a Fome MHL é uma Organização não governamental de Portugal constituída por mais de 20 bancos alimentares portugueses que são associações independentes e associadas na Federação Portuguesa dos Bancos Alimentares Contra a Fome.

## Atividade
Os bancos alimentares são Instituições Particulares de Solidariedade Social que lutam contra o desperdício de produtos alimentares, encaminhando-os para distribuição gratuita às pessoas carenciadas.
Os bancos alimentares em atividade recolhem e distribuem várias dezenas de milhares de toneladas de produtos e apoiam ao longo de todo o ano, a ação de mais de 2360 instituições em Portugal. Por sua vez, estas distribuem refeições confecionadas e cabazes de alimentos a pessoas comprovadamente carenciadas, abrangendo já a distribuição total mais de 390 000 pessoas.
O primeiro banco alimentar em Portugal foi o de Lisboa, fundado por José Vaz Pinto e presidido desde 2002 por Isabel Jonet. Existem mais de 20 bancos alimentares em Portugal, que fazem campanhas em supermercados nas quais mobilizam muitos voluntários, sendo o maior movimento da sociedade civil em Portugal no pós-guerra.

## Bancos alimentares
São 21 os Bancos Alimentares atualmente existentes em Portugal:
- Banco Alimentar Contra a Fome de Abrantes
- Banco Alimentar Contra a Fome do Algarve
- Banco Alimentar Contra a Fome de Aveiro
- Banco Alimentar Contra a Fome de Beja
- Banco Alimentar Contra a Fome de Braga
- Banco Alimentar Contra a Fome de Castelo Branco
- Banco Alimentar Contra a Fome de Coimbra
- Banco Alimentar Contra a Fome da Cova da Beira
- Banco Alimentar Contra a Fome de Évora
- Banco Alimentar Contra a Fome de Leiria-Fátima
- Banco Alimentar Contra a Fome de Lisboa
- Banco Alimentar Contra a Fome da Madeira
- Banco Alimentar Contra a Fome do Oeste
- Banco Alimentar Contra a Fome de Portalegre
- Banco Alimentar Contra a Fome do Porto
- Banco Alimentar Contra a Fome de Santarém
- Banco Alimentar Contra a Fome de São Miguel
- Banco Alimentar Contra a Fome de Setúbal
- Banco Alimentar Contra a Fome da Terceira
- Banco Alimentar Contra a Fome de Viana do Castelo
- Banco Alimentar Contra a Fome de Viseu

## Condecorações
Recebeu o Prémio Direitos Humanos da Assembleia da República em 2008.
A 25 de Abril de 2011 foi feito Membro-Honorário da Ordem da Liberdade.